# Pilaria vermontana
Pilaria vermontana är en tvåvingeart som beskrevs av Alexander 1929. Pilaria vermontana ingår i släktet Pilaria och familjen småharkrankar. Inga underarter finns listade i Catalogue of Life.